# Кинси, Альфред
А́льфред Чарлз Ки́нси (англ. Alfred Charles Kinsey, 23 июня 1894[…], Хобокен, Нью-Джерси — 25 августа 1956[…], Блумингтон, Индиана) — американский биолог и сексолог, профессор энтомологии и зоологии.
Основатель института по изучению секса, пола и воспроизводства (1947) при Индианском университете в Блумингтоне, носящего сейчас имя Кинси. Исследования Кинси в области человеческой сексуальности глубоко затронули социальные и культурные ценности в Соединённых Штатах и многих других странах в 60-х годах XX века с наступлением сексуальной революции.

## Биография

### Детство
Альфред Кинси родился 23 июня 1894 года в Хобокене (Нью-Джерси) в семье Алфреда Сегвина Кинси и Сары Энн Чарлз. Альфред был старшим из трёх детей. Мать его получила лишь начальное образование, отец был профессором в Технологическом институте им. Стивенса в Хобокене.
Кинси рос в довольно бедной семье, его родители часто даже не могли себе позволить оплатить услуги врачей, что возможно привело к тому, что юный Кинси в детстве переболел рахитом, брюшным тифом, а также ревматизмом. Это было вызвано тем, что Кинси недостаточно времени проводил на солнце (обычная причина рахита в те дни: молоко и другие продукты ещё не были обогащены витамином D) и, по крайней мере, часть детства провел в антисанитарных условиях. Результатом рахита, приведшего к искривлению позвоночника, стала лёгкая сутулость, которая воспрепятствовала призыву на военную службу в 1917 году для участия в Первой мировой войне.

### Воспитание
Родители Кинси были предельно консервативными христианами, что наложило отпечаток на всю его последующую жизнь. Его отец был известен как один из наиболее набожных членов местной Методистской церкви, в результате чего большую часть времени Кинси общался с прихожанами церкви. Часто он просто молча присутствовал при обсуждении религиозных вопросов, которым предавались его родители и другие столь же набожные взрослые. Отец Кинси установил в своём доме строгие правила. Воскресенье было отведено под молитвы; кроме того, общение с девочками, как и знание обо всех вещах, хотя бы отдалённо касающихся темы секса, включая мастурбацию, находилось под запретом. Столь строгое воспитание не было чем-то совершенно необычным в то время. Большинство новичков в колледжах тогда имели весьма слабое представление даже о наиболее основополагающих фактах, касающихся человеческой сексуальности. В юные годы Кинси было запрещено узнавать что-либо о предмете, который позже принёс ему славу. В конце концов, Кинси отрекся от методизма своих родителей и стал агностиком.

### Любовь к природе
В молодые годы Кинси проявлял большой интерес к природе и походам. Он часто участвовал в работе и походах местной молодёжной организации YMCA (Young Men’s Christian Association) и получал от этого столько удовольствия, что собирался работать с YMCA профессионально по окончании учёбы. Даже дипломная работа по психологии, которую Кинси писал в колледже, посвящённая групповой динамике мальчиков, свидетельствует о его интересе к этой проблематике. Он вступил в организацию бойскаутов, как только в их общине появился отряд. Его родители энергично поддерживали это (и даже вступили сами), поскольку в то время бойскауты считались организацией, прочно основанной на христианских принципах. Кинси, благодаря своему прилежанию, быстро продвигался по ступеням скаутской иерархии, достигнув к 1913 году всего лишь за два года ранга скаута-орла, которого большинство мальчиков удостаивалось лишь через пять или шесть лет. Скорее всего, ранний интерес к природе предопределил его исследования и карьеру в области энтомологии. Несмотря на то, что ранее перенесённые заболевания ослабили его сердце, в юности Кинси принял участие во множестве трудных походов.

### В старших классах
В старших классах средней школы Кинси был тихим, но исключительно трудолюбивым учеником. Он не интересовался спортом, направляя свою неисчерпаемую энергию на учёбу и занятия фортепиано. Одно время Кинси хотел стать пианистом, но решил вместо этого сосредоточиться на научных изысканиях. Развитая с детства способность Кинси проводить огромное количество времени, будучи глубоко погружённым в изучение какого-либо предмета, сослужила ему хорошую службу в колледже и в дальнейшей профессиональной деятельности. Учась в старших классах, Кинси, по-видимому, ни с кем не поддерживал близких отношений, но заслужил уважение своими успехами в учёбе. Он интересовался биологией, ботаникой и зоологией. Позже Кинси утверждал, что его школьная учительница биологии, Натали Рёт, оказала наибольшее влияние на его решение стать учёным.

### Колледж и диссертация
После окончания Колумбийской старшей школы в Мэйплвуде (Нью-Джерси), Кинси поделился с отцом планами на изучение ботаники в колледже, однако отец потребовал, чтобы Кинси направился в Технологический институт им. Стивенса в Хобокене учиться на инженера. Кинси в институте им. Стивенса не понравилось, и позже он упоминал о времени, проведённом там, как о наиболее бессмысленном периоде своей жизни. Несмотря на это, однако, он не отступился от своего маниакального прилежания в учёбе. В институте он главным образом выбирал курсы, имевшие отношение к английскому языку и инженерному делу, но не мог реализовать своего увлечения биологией.
К концу своего двухлетнего обучения в институте Кинси набрался смелости заявить своему отцу о том, что ему нравится биология и он намерен продолжить обучение в Боудин-колледже в Мэне. Отец решительно воспротивился этому, но, в конце концов, смягчился. Вместе с победой, однако, Кинси добился и разрыва отношений с отцом, что тяготило его многие годы. В 1914 году Кинси поступил в колледж, где заинтересовался исследованием насекомых под руководством Мэнтона Коупленда. Двумя годами позже Кинси был избран в общество Фи Бета Каппа и окончил курс с magna cum laude по биологии и психологии.
Кинси продолжил своё обучение в институте им. Босси Гарвардского университета, программа обучения которого в области биологии являлась самой престижной в США и занялся изучением прикладной биологии у выдающегося энтомолога Уильяма Мортона Уилера. Под его руководством Кинси работал практически самостоятельно, что устраивало обоих. В качестве темы для своей докторской диссертации Кинси избрал исследование орехотворок. Кинси начал собирать орехотворок с маниакальным рвением. Он много путешествовал. На каждом из сотен тысяч собранных экземпляров производилась серия из 26 измерений. Его методы позволили внести существенный вклад в энтомологию. Гарвардский университет присудил Кинси степень Sc. D. (доктора естественных наук) в 1919 году. В 1920 году он опубликовал несколько статей под эгидой Американского музея естественной истории в Нью-Йорке, ознакомив научное сообщество с орехотворками и представив выкладки по их филогенезу.

### Личная жизнь
В 1921 году Кинси женился на Кларе Бракен Макмиллен, которую называл Мак. У них было четверо детей. Их первенец, Дон, умер от осложнений, вызванных сахарным диабетом 1-го типа, в 1927 году, немного не дожив до пяти лет. Анна родилась в 1924 году, Джоан в 1925 году и Брюс в 1928 году.

### Смерть
Альфред Чарлз Кинси скончался 25 августа 1956 году в возрасте 62 лет. Причиной смерти были указаны болезнь сердца и пневмония.

## Карьера

### Энтомология
После получения докторской степени Кинси в 1920 году поступил на работу в департамент зоологии Индианского университета в Блумингтоне в качестве assistant professor (младшая из трёх категорий американской профессуры). Его жена и коллеги звали его Прок (от профессор Кинси). В Индианском университете неутомимый Кинси продолжил свою работу по орехотворкам. В последующие 16 лет он много путешествовал, собирая и систематизируя коллекции. Кинси особенно захватывала эволюционная история этих миниатюрных насекомых, размеры которых колеблются от 1 до 8 миллиметров. В 1930 году он опубликовал монографию, посвящённую видообразованию у орехотворок — The Gall Wasp Genus Cynips: A Study in the Origin of Species, и вторую большую работу об эволюции высших категорий — The Origin of Higher Categories in Cynips в 1935 году.

### Учебник
В октябре 1926 года Кинси опубликовал широко использовавшийся учебник для старшеклассников (так называемой high school: 9—12 классы средней школы в США), An Introduction to Biology. Эта книга поддерживала теорию эволюции и унифицировала, на ознакомительном уровне, различные на тот момент понятия зоологии и ботаники, преодолевая превалировавшее в то время сопротивление такой унификации.

### Половое поведение человека иОтчёты Кинси
Кинси обычно считают отцом сексологии, систематического, научного изучения человеческой сексуальности. Первоначально интерес к различным формам сексуальных практик возник у него примерно в 1933 году, после широкого обсуждения этой темы с коллегой Кинси, Робертом Кроком. Скорее всего, изучение различных вариаций спаривания среди орехотворок привели его к размышлениям о том, насколько широко варьируют сексуальные практики человека. В процессе этих исследований он разработал шкалу измерения сексуальной ориентации, известную ныне как шкала Кинси, которая имеет значения от 0 до 6, где 0 соответствует исключительно гетеросексуальной и 6 — исключительно гомосексуальной ориентации.
В 1935 году на семинаре для сотрудников Индианского университета Кинси прочёл лекцию, в которой впервые подверг предмет своих исследований в области сексологии публичному обсуждению. В своём выступлении он атаковал «широко распространённое невежество в отношении строения и физиологии половых органов» и выдвинул своё предположение о том, что «задержка брака» (то есть задержка первого сексуального опыта) вредна с психологической точки зрения. Кинси получил поддержку своих исследований от Фонда Рокфеллера, которая позволила ему изучить сексуальное поведение человека посредством интервьюирования тысяч людей.
«Отчёты Кинси» (Kinsey Reports), начиная с публикации Sexual Behavior in the Human Male («Половое поведение самца человека») в 1948 году, а затем Sexual Behavior in the Human Female («Половое поведение самки человека») в 1953 году, поднялись на вершину списка бестселлеров и мгновенно сделали Кинси знаменитостью. Они по-прежнему остаются в списке наиболее продаваемых естественнонаучных книг всех времён. Статьи о нём появились в таких журналах, как Time, Life, Look и McCall's. Отчёты Кинси, которые привели к бурным дискуссиям, рассматриваются многими как пусковой механизм для сексуальной революции 1960-х годов. Президент Индианского университета Герман Б. Уэллс защищал исследования Кинси в ситуации, которая превратилась в классический пример испытания академической свободы.

### Важнейшие публикации
- New Species and Synonymy of American Cynipidae, in Bulletin of the American Museum of Natural History (1920)
- Life Histories of American Cynipidae, in Bulletin of the American Museum of Natural History (1920)
- Phylogeny of Cynipid Genera and Biological Characteristics, in Bulletin of the American Museum of Natural History (1920)
- An Introduction to Biology (1926)
- The Gall Wasp Genus Cynips: A Study in the Origin of Species (1930)
- New Introduction to Biology (1933, revised 1938)
- The Origin of Higher Categories in Cynips (1935)
- Sexual Behavior in the Human Male (1948, новое издание: 1998)
- Sexual Behavior in the Human Female (1953, новое издание: 1998)

## Полемика
Работы Кинси, часто ассоциируемые с сексуальной революцией в 60-е годы XX века в США, со времени их опубликования вызывали ожесточённую полемику. И работы Кинси, и его частная жизнь были предметом постоянных дискуссий, разворачивавшихся по вопросам изучения человеческой сексуальности (сексологии) и влияния работ Кинси на сексуальную мораль.
Исследования Кинси вызвали поляризацию некоторых слоёв общества. Многие из правых христиан посчитали, что их религиозные и социально консервативные взгляды находятся в конфликте с методами Кинси и принципами, на которых эти методы основаны. Они считали тех, кто поддерживал Кинси, распущенными и развратными, а его работы — морально разлагающими. Даже в наши дни имя Кинси может вызывать озлобление.
Джудит Рейсман, глава организации RSVPAmerica, приписывает Кинси и его сотрудникам сексуальные отношения с детьми, которые практиковались ради получения некоторых данных, изложенных в Отчётах Кинси. Заявления о связи Кинси с педофилами вызывают протест со стороны представителей Института имени Кинси. Так, директор Института имени Кинси Джон Бэнкрофт утверждает, что тема сексуальных контактов между детьми и взрослыми была специально выбрана противниками Кинси, чтобы опорочить его, поскольку эта тема вызывает в обществе бурные эмоции: «В последние годы, когда возникло это граничащее с истерией беспокойство по поводу сексуальных домогательств по отношению к детям, которое нередко выливается в ситуации, когда обвинённый в этом считается виновным, пока не будет доказано обратное — каков может быть лучший способ опорочить кого-либо?». Позиция Института имени Кинси заключается в том, что Кинси никогда не имел сексуальных контактов с детьми и не нанимал кого-либо для таких действий, и что он всегда интервьюировал детей в присутствии их родителей. Другие критики утверждали также, что исследования Кинси основывались на примерах из жизни заключённых. Это обвинение также опровергается Институтом Кинси, который утверждает, что после тщательной очистки выборки Кинси от заключённых и бывших заключённых данные его отчётов изменились мало.
Другая известная организация Family research Council (FRC) также критикует Кинси. FRC повторяет вслед за Рейсман обвинения в сексуальных контактах взрослых с детьми в своём видеоролике «Дети таблицы 34», но это не основное обвинение с их стороны. FRC обращает внимание главным образом на работы Кинси, касающиеся сексуальной ориентации и гомосексуальности. Кинси утверждал, что люди не попадают целиком в категорию исключительно гетеросексуальных или исключительно гомосексуальных, а большинство из них находятся где-то между этими понятиями, в континууме, где гетеро- и гомосексуальность находятся в крайних точках, а бисексуальность — посередине. FRC видит в работах Кинси усилия по легитимизации гомосексуальности — сексуальной ориентации, против которой FRC категорически протестует.
Одним из результатов работ Кинси и других исследователей стало то, что Американская психиатрическая ассоциация в 1973 году исключила гомосексуальность из списка психических заболеваний DSM-II, однако его исследования всё ещё вызывали серьёзную полемику внутри АПА и были предметом очень внимательных проверок.
Помимо критики результатов исследований Кинси, ходили слухи о его необычных сексуальных практиках. В его биографии, написанной Джеймсом Джонсом (Alfred C. Kinsey: A Public/Private Life), Кинси описывается как бисексуальный мазохист. О нём писали, что он поощрял групповой секс с участием своих аспирантов, сотрудников и своей жены. Известно также, что Кинси снимал на камеру половые акты на чердаке своего дома, и эти съёмки стали частью материалов его исследований. Биограф Кинси Джонатан Гаторн-Харди объяснял, что Кинси использовал свой дом для съёмки половых актов для того, чтобы обеспечить секретность съёмок, поскольку их обнародование неминуемо вызвало бы скандал. Некоторые предполагают, что фильмы Кинси были не научными, а порнографическими по своей природе. Джонс утверждает, что жена Кинси имела сексуальные контакты с другими мужчинами, но они с Кинси оставались женаты в течение 35 лет, и в их отношениях присутствовал секс до тех пор, пока Кинси в конце жизни не заболел. Ни одно из этих мнений о сексуальной жизни Кинси официально не подтверждается институтом имени Кинси. Хотя некоторые из них (например, его бисексуальность) были подтверждены независимыми источниками, остальные утверждения оспариваются институтом им. Кинси и другими исследователями.
Деятельность Кинси продолжает вызывать полемику в течение десятилетий после его смерти. Собранные им данные, касающиеся секса и детей, привели к обвинениям в сексуальном насилии над детьми. Хотя Институт имени Кинси утверждает, что Кинси собрал информацию из интервью с детьми, при которых всегда присутствовал хотя бы один из родителей, а также из дневников некого человека, которого он именовал как Х, и который утверждал, что участвовал в сотнях актов инцеста и растления малолетних, при этом детально описывал их.
Хотя исследования сексуального поведения, проведённые Кинси, привели к взрывообразному росту знания в областях, которые до этого рассматривались как табу, постоянно раздаются заявления о том, что «Отчёты Кинси» содержат статистические и методологические ошибки. В частности, коллега Кинси Абрахам Маслоу указывал на искажения, полученные вследствие того, что все отвечавшие были добровольцами. Тем не менее, его данные до сих пор широко цитируются, несмотря на задаваемые вопросы по поводу их обоснованности.

## Кинси в массовой культуре
Жизнь Кинси не раз становилась предметом для художественных и документальных фильмов, романов, пьес и мюзикла.
В 1998 году британский режиссёр Тим Тейт снял документальную ленту «Педофилы Кинси», в которой содержатся утверждения о тесном сотрудничестве Кинси с немецким педофилом, насильником и нацистским преступником Фрицем фон Балузеком. Представители института им. Кинси опровергают эти обвинения.
В 2004 году вышел в прокат биографический фильм «Кинси», в котором главные роли сыграли Лиам Нисон (Кинси) и Лора Линни (его жена).
В том же году Т. Корагессан Бойл опубликовал роман о Кинси «Внутренний круг» («The Inner Circle»).
В 2005 году PBS в сотрудничестве с институтом им. Кинси (что открыло доступ ко многим документам, хранящимся в архивах института) создало документальный фильм Kinsey.
Есть также мюзикл под названием Dr. Sex, который, главным образом, посвящён отношениям между Кинси, его женой и их общим любовником Уолли Мэтьюсом. Премьера состоялась в Чикаго в 2003 году (постановка выиграла семь премий им. Джозефа Джефферсона и продюсировалась за пределами Бродвея в 2005 году. Музыка была написана Ларри Бортникером, сценарий совместно Бортникером и Салли Диринг.
Радиопостановка по сценарию Стива Кумбса со сходным названием Mr. Sex, которая фокусируется на обвинениях, выдвинутых в отношении Кинси в годы маккартизма, транслировалась по BBC 11 августа 2006 года.